# Liste der Kulturdenkmäler in Gipperath
In der Liste der Kulturdenkmäler in Gipperath sind alle Kulturdenkmäler der rheinland-pfälzischen Ortsgemeinde Gipperath aufgeführt. Grundlage ist die Denkmalliste des Landes Rheinland-Pfalz (Stand: 10. August 2023).

## Einzeldenkmäler
| Bezeichnung        | Lage                                   | Baujahr                  | Beschreibung | Bild                           |
| ------------------ | -------------------------------------- | ------------------------ | --- | ------------------------------ |
| Kapelle St. Quirin | Hauptstraße 30 Lage                    | 1556                     | ehemalige katholische Pfarrkirche St. Quirin; kleiner Saalbau, im Kern von 1556, Veränderungen im 18. und 19. Jahrhundert, 1949 erweitert | weitere Bilder Fotos hochladen |
| Heiligenhäuschen   | Zur Lay Lage                           | 1761                     | Nischengehäuse, Rotsandstein, bezeichnet 1761                                                                                             | BW                             |
| Heiligenhäuschen   | nördlich des Ortes an der K 21 Lage    | 18. Jahrhundert          | Nischengehäuse, Pietàrelief, 18. Jahrhundert                                                                                              | BW                             |
| Wegekapelle        | nordöstlich des Ortes an der K 21 Lage | 18. oder 19. Jahrhundert | Putzbau, 18. oder 19. Jahrhundert, wohl bauzeitliches Pietàrelief                                                                         | BW                             |